# Lee Sung Jin
Lee Sung Jin, južnokorejska lokostrelka, * 7. marec 1985. 
Sodelovala je na lokostrelskem delu poletnih olimpijskih igrah leta 2004, kjer je osvojila drugo mesto v individualni in prvo mesto v ekipni konkurenci.